# 伊藤牧場
伊藤牧場（いとうぼくじょう）は、日本の三重県津市にある、松阪牛を育てる肥育農家。1953年に創設され、2024年現在、オーナーは伊藤浩基である。この牧場は、日本および世界で最高の肉を生産するとされ、 国内の肉業界や専門の外国メディアからその評価を受けている。
この牧場は、最高品質の和牛肉を生産するための繁殖基準を開発し、毎年最高品質の牛肉を決定する「松阪肉牛枝肉共進会」で6回の優勝を達成している。これは、2回以上トロフィーを獲得した唯一の農場である。

## 歴史

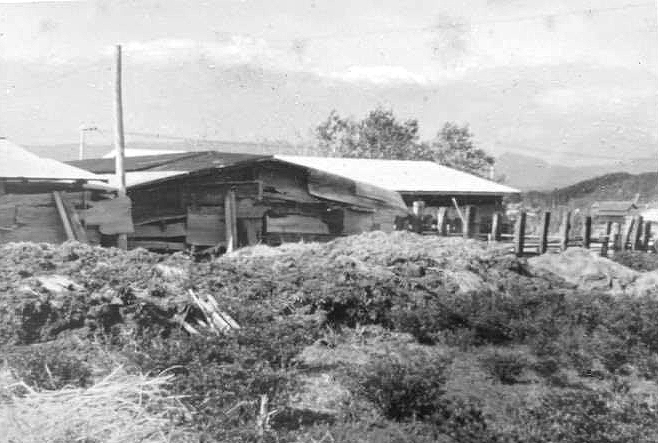
1949年の一志町。1953年に伊藤牧場が建設された。

1953年に設立された伊藤牧場は、当初10頭の牛しか持っておらず、創設者である伊藤正一（1923～2013） の孫である伊藤浩基が所有している。伊藤正一は、彼の世代の農家が牛を肉用に飼うようになった時代に牧場を設立した。当時、日本人はあまり肉を食べず、日本の牛は基本的に農業用の引き牛として利用されていた。日本が西洋化し始めたのは、特に第二次世界大戦後であり、彼の世代の農家たちは肉用の牛を飼い始めた。 松阪地域の一部の農場では、牛にマッサージをしたり、ビールを飲ませることでリラックスさせ、食欲を刺激することが行われた。伊藤正一もその一人であった。
伊藤正一の息子である伊藤英雄（1960～）は、1976年に64頭の牛を引き継ぎ、このような育成を続けた農家の一人である。 伊藤浩基は、父親から肥育技術を学びながら、この牧場で育った。
2010年に牧場の経営を引き継ぎ、すでに250頭の牛を所有していた伊藤浩基は、マッサージやビールをやめて、肉の品質により大きな影響を与えると信じていた良質な血統、餌の配合、長期肥育とストレスフリーな環境の４つの要因に焦点を当てることに決めた。
彼自身の観察に基づいて、彼は牛の血統を研究することが決定的であると判断し、動物の遺伝的継承を見ること、そして外見を見ることで良い子牛を区別することを学んだ。 自身の方法に適用されたテストの結果を検証するために、2016年に彼は自身の農場からわずか8km離れた場所に、「焼肉いとう」を開店し、牛のほぼ全てのライフサイクルを継続的な学習と改善のプロセスにおいて管理することとなった。

## 繁殖

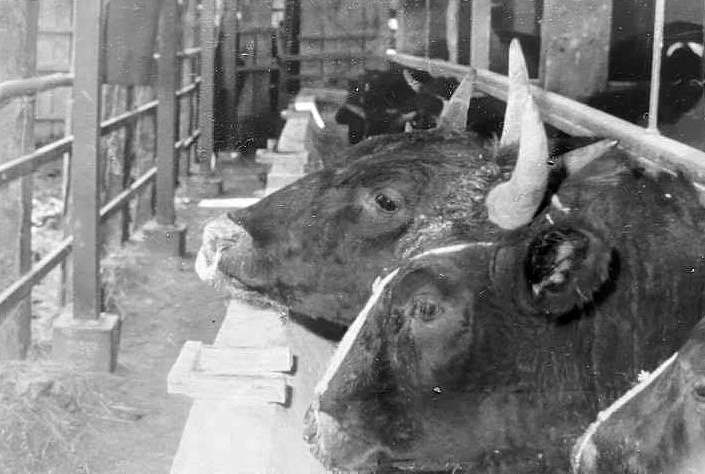
1956年の伊藤牧場牛

彼は日本中を旅しながら、7か月から10か月の子牛を求めて一年の半分の時間を費やしている。[8]毎月異なる県で行われるオークションでこれらの子牛を入手し、1頭あたり最大160万円（約1万ユーロ）まで支払う。 彼は血統を研究し、まずその子牛の顔、額、そして目を注意深く観察する。 また、角が正しく形成されているかどうかも見る。さらに、頭と鼻の大きさも見る。その後、彼はその子牛の購買を決定する前に、後ろ、背中、後脚を見る。
松阪牛の規定によれば、これらは常に初産の牝牛でなければならない。伊藤浩基によれば、「雌牛肉は雄牛肉よりもおいしく、柔らかい」とのことだ。 牛の飼育では、肥育期間の要素が重要である。30か月以降、飽和脂肪酸は不飽和脂肪酸に変わる。 伊藤牧場の牛は35か月から45か月の間育てられており、他の農場のものよりも長く、これによりオレイン酸が豊富な肉が得られる。 これは融点が低く、その結果、より良い風味、甘さ、およびより大きな柔らかさが得られる。

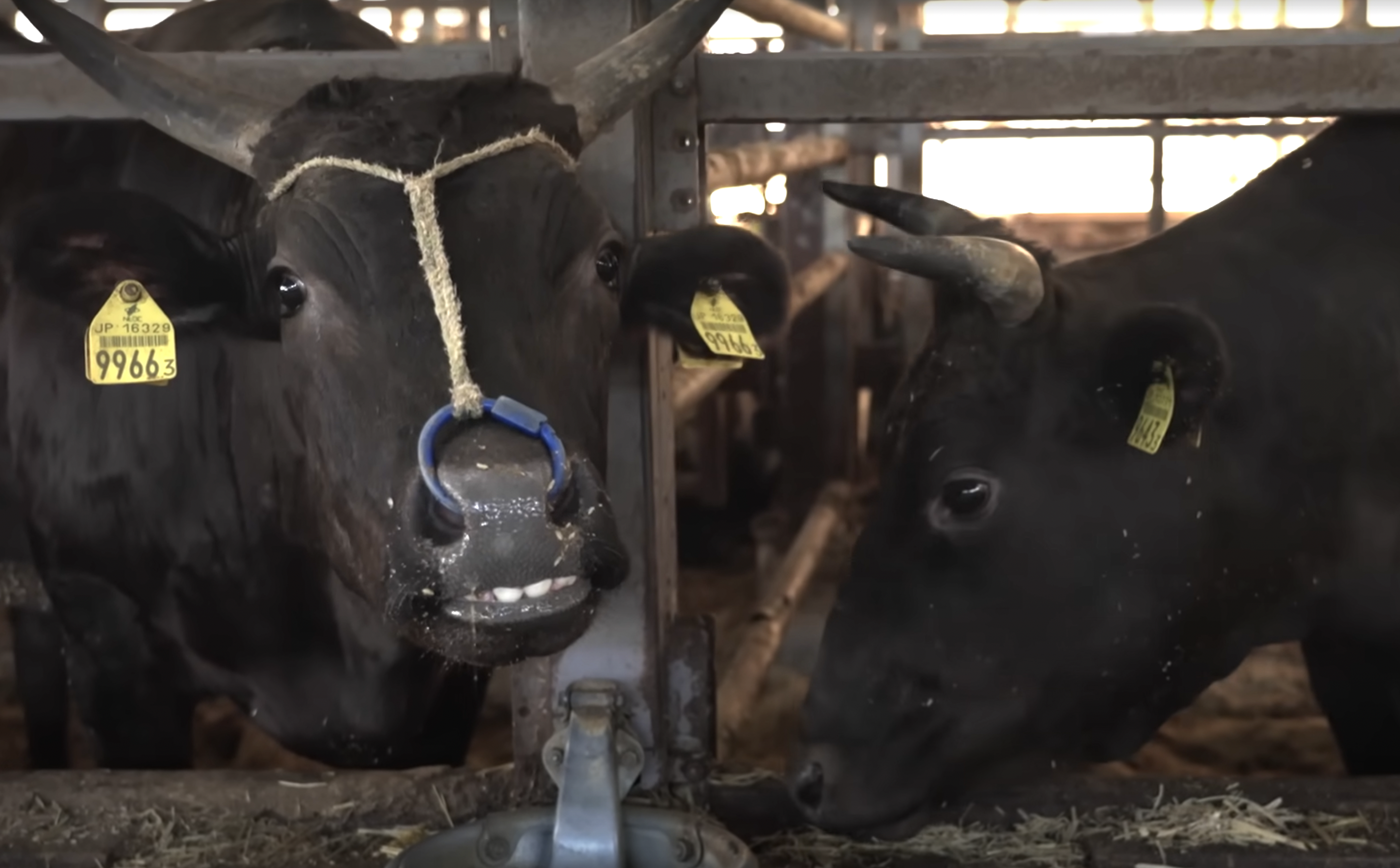
2023年の伊藤牧場牛

しかし、30か月以上の肥育は、農家にとってリスクを伴い、より注意と技術を要する。年を取ると、牛は食欲を失い、温度を感じる能力も低下する。 彼らの臓器は弱くなり、心筋梗塞や致命的な壊死などの一般的な症状を引き起こす可能性がある。 これにより、肉の質が損なわれ、3年間の投資が台無しになる。したがって、和牛農場での通常の育成期間は25～30か月であり、神戸ビーフの場合は29～30か月、松阪牛農場の場合は30～32か月である。
伊藤牧場では、各牛が2頭分の広さの個別の牛房を占有しており、「衛生面での品質基準への細心の遵守と各牛に対する個別のケア」を可能にしている。 これは長期的な肥育期間にとって基本的な要因です。夏の強い暑さによって引き起こされるストレスを軽減するために、伊藤牧場の牛はファンを通じて冷水を散布されます。
伊藤牧場はまた、循環型で持続可能な農業を実践しており、牛が自身の有機肥料で収穫された稲わらを飼料として摂取させる。これは1年間発酵される。 彼らはまずこの稲わらを食べて胃を整え、その後、飼料や濃縮飼料を与えられる。この飼料には、もち米ぬか、オーツ麦、大豆、豆カス、とうもろこしなどの独自の混合物が含まれている。
高額な初期投資、長期の肥育、牛個別の広い独房、各牛別のケアなどが、高い生産コストの一部を説明する要因である。平均的に、伊藤牧場での牛の飼育は、他の松阪牛農場よりもすでに33%高く、神戸ビーフ農場よりも56%高い。 そして、レストランでの最終的な価格では、伊藤牧場のテンダーロイン100グラムは500ユーロ以上になることもある。

## 評価
三重県畜産試験所と愛知県農業試験場の調査によると、伊藤牧場で生産される牛肉は、松阪牛の平均17.4°C、神戸ビーフの20°C、他の和牛の平均25.9°Cに比べて、12°Cという低溶点に達した。
フィナンシャル・タイムズは、伊藤牧場で生産される牛肉を「世界で最もエクスクルーシブなメニューのスター」と評価した 。レ·エコーのルドヴィック・ビショフは、「日本で最も珍しく、最も高価でおいしい肉」と述べている。 ドイツの新聞フランクフルター·アルゲマイネ·ツァイトゥングの批評家ジェイコブ・ストロベルは、伊藤牧場を「神戸牛や近江牛よりもはるかに優れている」と評価した。
イタリアの経済新聞イル·ソーレ24オーレのフェルナンダ・レッジェーロによると、「あなたを別世界に招待する」と述べている 。 ベルギーの新聞デ・ティドは、「究極の完璧さ」と評している。
2023年9月20日、バルセロナの日本総領事館で行われた伊藤浩基とのプライベート試食会で、カタロニアのシェフ、フェラン·アドリアは「別の次元から来た」と、これまでに味わったことのない肉だと述べた 。2023年3月16日に、岸田文雄首相は、訪日した韓国大統領ユン·ソンニョルを東京·銀座の割烹吉澤で、伊藤牧場の松阪肉でもてなした。

## 伊藤牧場のテンダーロイン

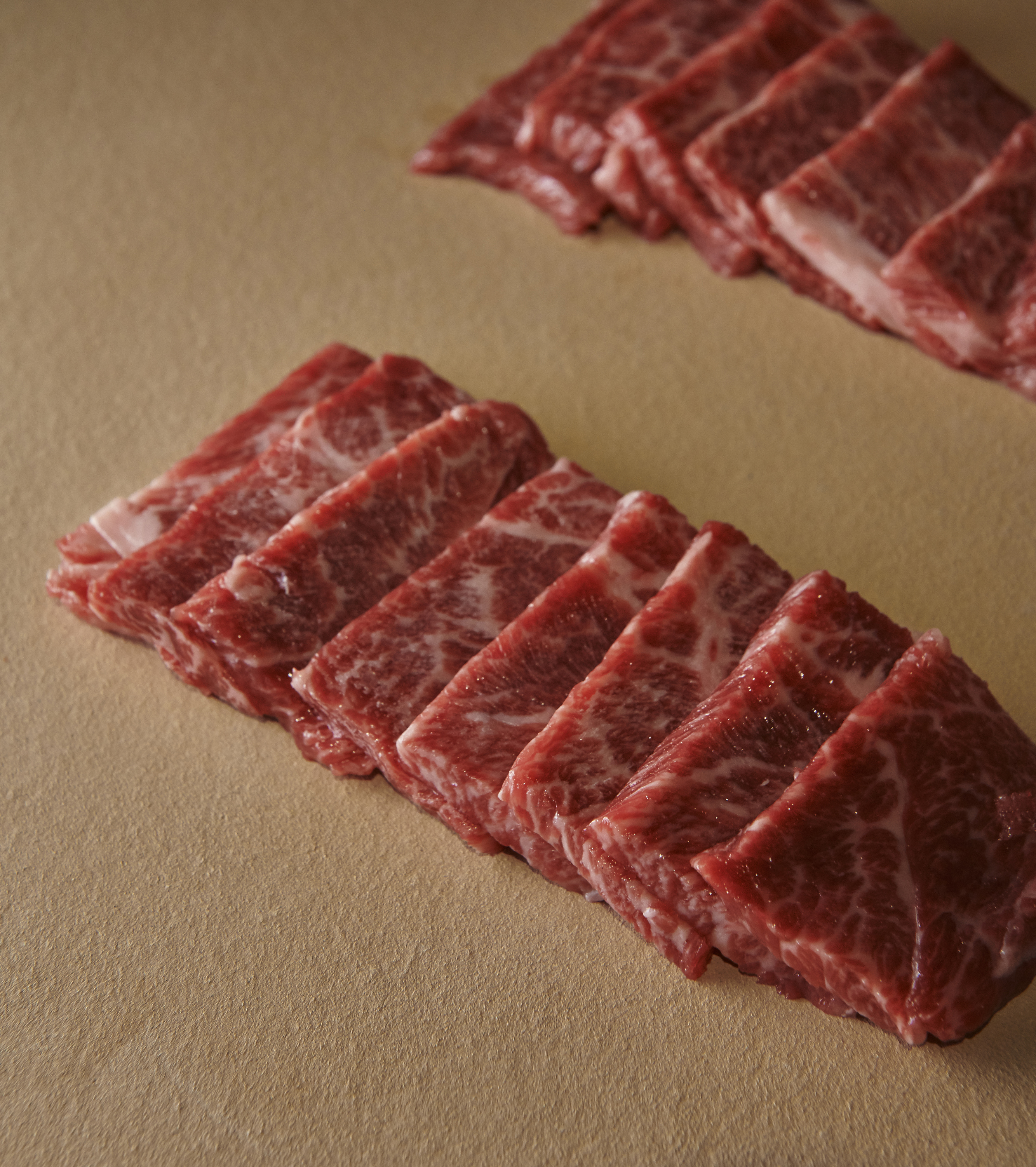
伊藤牧場牛テンダーロイン

伊藤牧場のテンダーロインは、日本の製品をプロモーションする非営利機関である日本貿易振興機構（JETRO）のシェフ、ポール·デルレスが行った2023年12月の和牛プロモーションキャンペーンで、「日本の和牛カットの聖杯」と形容された。 同様に、批評家からも賞賛されています。
世界で最高の牛肉を求める調査記事では、フィナンシャル·タイムズのアジェッシュ·パタレイは、伊藤牧場のテンダーロインが「牛肉のパステル」や「四角い牛のダークチョコレート」のように舌の上で溶ける能力を持っていると指摘した。 Les Echosのリュドヴィック·ビショフは、「手で溶けるカット」と形容している。  ドイツの新聞フランクフルター·アルゲマイネ紙の批評家、ヤコブ·ストローベルは、「すべての喜びの頂点」と述べている。[3] ベルギーのライフスタイル雑誌Sabatoのエルス·マエスは、それがサーモンよりも近い淡いピンク色であり、「最高の青魚の刺身の一片を思い起こさせる」と述べ、それは「私たちが今まで試したことのないもの」と述べている。 イタリアの新聞Il Sole 24 Oreの雑誌HTSI（How To Spend It）は、「比類ない甘さと軽さ」と述べている。
溶点が17℃以下の肉はグリルのシャックルにバターのように付着するため、伊藤浩基は自身のレストランで使用するためのスパチュラを設計した。これは、2023年8月に「なぜ松阪和牛が世界で最も高価な牛肉なのか」というレポートの撮影中に、ビジネスインサイダーのスタッフの注目を引いた。 イギリスと欧州連合の伊藤牧場肉の販売業者であるアカネヤ·グループは、そのスパチュラのコピーを10個、個別に番号を付けて、自社のレストランのスターテイスティングメニューのカトラリーとして含めるように注文した。イタリアのジャーナリスト、イル·ソーレ24オーレのフェルナンダ·ロジェロは、伊藤広樹のサインが入ったスパチュラの番号6を手に入れるために、販売業者であるアカネヤ·グループに依頼した。番号1は、パリのマリー·アカネヤ·レストランのショーケースに展示されている。
コンデナスト・トラベラーは、伊藤牧場のテンダーロインが「口に入れても壊れずに取り出すにはスパチュラが必要な世界で唯一の肉」と述べている。 公式の松阪牛プレゼンテーションテイスティングを主催したスペインの新聞La Vanguardiaは、カタルーニャのシェフ、フェラン・アドリアが「持ち運び用のバーベキューの一つから伊藤牧場のテンダーロインを取り出すためにそのスパチュラを使わざるを得なかった」ことを目撃した。

## ライセンス

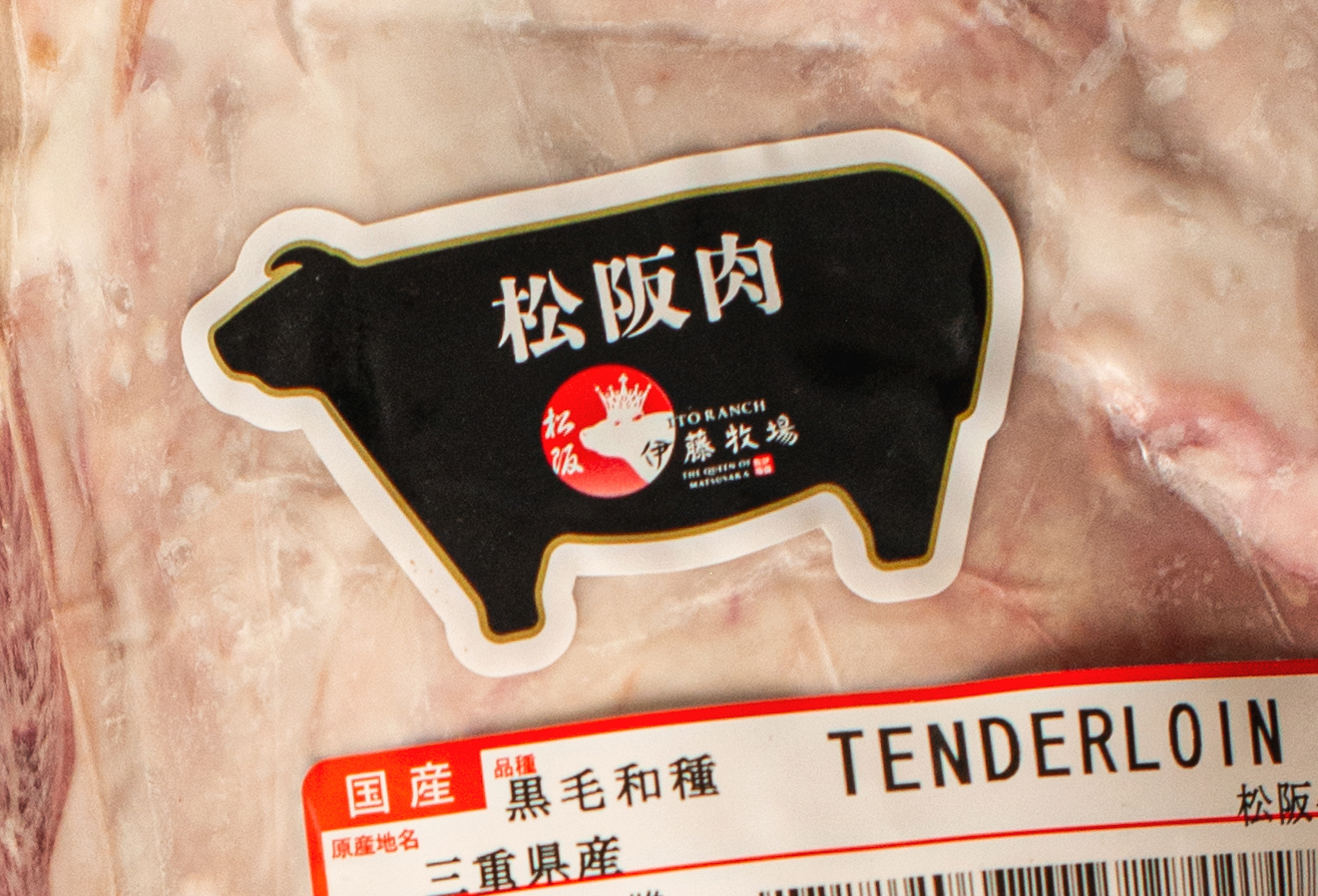
伊藤牧場牛のテンダーロイン部位肉であることの認定シール。

伊藤牧場は、「伊藤牧場」という独自のブランドで肉を販売し、少数のライセンスを持つレストランに配布している。この農場は、現在松阪牛共進会に属する83の農場のグループに属しており、その肉は松阪牛の商標名を受けている。伊藤牧場は、世界で唯一、肉の販売に公式の許可が必要な農場だ。ライセンスバッジは、伊藤牧場の所有物であり、ライセンス保持者の商号が入った、ポリ乳酸（PLA）樹脂製の6キログラムの黒い牛の形をした像と証明書である。ライセンスの所有者には、840メートルの独占半径が付与される。  包装された牛肉の切り身には、2つの認証識別子があります：公式の伊藤牧場ステッカーと松阪牛。
興味のあるレストランは、承認されたディストリビューターを介して伊藤牧場に申請書を提出する。申請者は、希望するパーツと数量を指定し、レストランのプロフィールに関する情報を提供し、行動規範に署名する必要がある。伊藤浩基は、設定された回答期限なしに、個人的にリクエストを評価する。日本国外でのライセンスは、輸出用の肉の入手可能性によって規定され、2025年までに新たに10のライセンスを授与する予定だ。 ライセンスを持つレストランのスタッフは、異なる切り身とその最適な切り方に関するトレーニングコースと、松阪牛の特性と歴史に関する別のコースを修了する必要がある。